# أوسكار ألبرتو بيريز
أوسكار ألبرتو بيريز (بالإسبانية: Óscar Alberto Pérez) (و. 1981 – 2018 م) هو ضابط شرطة ‏، وسلاح المظلات، ومدرب كلاب ‏، وممثل، وقائد مروحية، وغواص عسكري ‏، ومنشق فنزويلي، ولد في كاراكاس، توفي عن عمر يناهز 37 عاماً، بسبب إصابة بعيار ناري.

## مناصب
تولى منصب مفتش ‏، هيئة التحقيقات العلمية والعقابية والجنائية ‏.